# Siğnax
Siğnax (armeniska: Սղնախ, Sghnakh) är en ort i Azerbajdzjan.   Den ligger i distriktet Xocalı Rayonu, i den sydvästra delen av landet, 270 km väster om huvudstaden Baku. Siğnax ligger 1 302 meter över havet och antalet invånare är 251.
Terrängen runt Siğnax är huvudsakligen kuperad, men söderut är den bergig. Runt Siğnax är det ganska glesbefolkat, med 27 invånare per kvadratkilometer.. Närmaste större samhälle är Müşkapat, 16,3 km öster om Siğnax. 
I omgivningarna runt Siğnax växer i huvudsak blandskog.